# Újpesti TE (atlétika)
Újpesti TE atlétikai szakosztály, az Újpesti sportegyesület egyik legrégebbi szakosztálya.

## A szakosztály története
1896-ban avatták fel Budapesten a Millenáris pályát. Itt, valamint az Orczy-kertben zajlottak a századvég első szabadtéri atlétikai versenyei. Ebben az időszakban az ÚTE, a palotai erdőben megrendezett tornaversenyein – kiegészítő programként – atlétikai bemutatót szervezett. Legnagyobb sikere a rúdugrásnak volt, ahol a győztes 210 cm-t ugrott.
1901. június 30-án rendezte meg egyesületünk az első nyilvános atlétikai versenyét. A pályát a verseny délelőttjén a versenyzők saját maguk alakították ki. Kimérték a futószámok távjait, megásták a magas- és távolugrás helyét, kijelölték a start és célvonalakat, a súlydobó négyszöget. Reggeltől délig ástak, fúrtak, faragtak, meszeltek, hogy aztán délután versenyezzenek. Egy-egy sportoló 4-5 számban is indult. Kéméndy Ernő, a verseny pályabírája négy aranyérmet szerzett.

### Nemzetközi sikerek
Európa-bajnokságok
- Bakos György atléta (gátfutó),
- Bruzsenyák Ilona atléta – távolugró,
- Csányi György atléta – vágtázó,
- Földessy Ödön atléta (magasugró, távolugró),
- Goldoványi Béla atléta (futó),
- 1954. – Csányi György (4 × 100 méteres váltó, Európa-bajnok), Szentgáli Lajos (800 méteres síkfutás)
- 1962. – Zsivótzky Gyula (kalapácsvetés, Európa-bajnok)

Világbajnokságok
- Földessy Ödön atléta (magasugró, távolugró), - 1954-ben főiskolai világbajnok.

Olimpiai bajnokságok
- 1968. Mexikóváros – Zsivótzky Gyula (kalapácsvetés, olimpiai bajnok)
- 1960. Róma – Zsivótzky Gyula (kalapácsvetés, olimpiai ezüstérmes)
- 1964. Tokió – Zsivótzky Gyula (kalapácsvetés, olimpiai ezüstérmes)
- 1952. Helsinki – Csányi György, Goldoványi Béla (4 × 100 váltófutás olimpiai bronzérmes – 0:40,5)
- 1968. Mexikóváros – Kontsek Jolán (diszkoszvetés, olimpiai bronzérmes)

### Hazai sikerek
- 1950. – Földesi Ödön (távolugrás, országos bajnok), Földesi, Csányi, Kovács, Hagya, Hanzsér (távolugrás csapat, országos bajnok), Szabó, Bánsági, Hazucha (3x800 méteres női váltó)